# Albinismus-Taubheit-Syndrom
Das Albinismus-Taubheit-Syndrom ist eine sehr seltene angeborene Erkrankung mit einer Kombination von angeborener Schwerhörigkeit und partiellem Albinismus ohne Augenveränderungen.
Synonyme sind Dolowitz-Aldous-Syndrom; Ziprkowski-Margolis-Syndrom; ADFN.
Die Bezeichnungen beziehen sich auf Veröffentlichungen von E. Margolis  und L. Ziprkowski und Mitarbeiter aus dem Jahre 1962 sowie von C. M. Woolf, D. A. Dolowitz und H.E. Aldous aus dem Jahre 1965.

## Verbreitung
Die Häufigkeit wird mit unter 1 zu 1.000.000 angegeben, die Vererbung erfolgt X-chromosomal-rezessiv.

## Ursache
Der Erkrankung liegen Mutationen in der Chromosomenregion Xq26.3-q27 zugrunde.

## Klinische Erscheinungen
Klinische Kriterien sind:
- Angeborene sensorisch-neurale Schwerhörigkeit
- Piebaldismus, jedoch ohne okulären Albinismus.

Aufgrund der x-chromosomalen Vererbung weisen männliche Patienten ausgeprägte Schwerhörigkeit und Pigmentanomalien auf. Bei weiblichen Trägern des Gendefektes kommt es nicht zu Pigmentveränderungen, lediglich zu variabel ausgeprägter Schwerhörigkeit.